# 월간 바스켓볼
월간 바스켓볼(일본어: 月刊バスケットボール)은 일본의 농구 잡지로, 일본문화출판에서 발행한다.
1973년에 시마모토 가즈히코 등이 창간하였다.
일본 국가대표팀을 비롯해 B 리그 및 W 리그, 대학, 고등학교, 중학교 등 일본 내 농구 정보를 게재하고 있다. 일본 농구 뿐만 아니라 다른 나라의 리그 등도 개제한다.
별책 부록으로 GEKKAN SKILL BOOK, B리그 선수 명감, NBA PLAYERS QUICK GUIDE가 붙어 있다.